# Монолатрія
Монола́трія (від грец. μόνος, трансліт. mónos, дос. «єдиний» та грец. λατρεία, трансліт. latreía, дос. «поклоніння») — поклоніння лише одному божеству як племінному, народному, національному чи державному, що стоїть поряд з іншими богами етнічного божественного світу. Схожим терміном є генотеїзм, який, однак, містить часове обмеження поклоніння. Термін політеїзм описує поклоніння кільком божествам.

## Розрізнення між монотеїзмом/політеїзмом
Ці терміни описують проблему «єдності» та «множинності» божественних або трансцендентних сил. У той час як концептуальна пара монотеїзм-політеїзм відноситься до «онтологічного питання», тобто запитує про кількість та існування богів, «латреологічне питання» ставить у центр уваги кількість поклоніння божествам.

## У Старому Завіті

### Розвиток від політеїзму до монотеїзму
У Старому Завіті часто описується, що в Ізраїлі до вигнання (до 597 р. до н. е.) існували різні фази політеїзму. (Наприклад, Суддів 2:13, 1 Самуїла 7:4, Єремії 32:35, Осії 11:2) Окрім Ягве, поклонялися й іншим богам жіночої та чоловічої статі, які були відомі з навколишніх культур Ізраїлю (політеїзм). Місцями поклоніння були, як правило, високі місця, присвячені цим богам. Інші високі місця були присвячені жіночим божествам, таким як Ашера, супутниця угаритського бога Ель, і Астарта, ассірійсько-вавилонська богиня родючості Іштар (2 Царств 23:13, 15).

Псалми містять численні сліди поклоніння іншим богам. Наприклад, у Псалмі 77:17-20 Яхве зображений в образах, які зазвичай асоціюються з ханаанським богом погоди Ваалом. Псалом 82 описує Яхве подібно до угаритського головного бога Ель, голова божества божественного зібрання:
«Бог стоїть у зборах сильних, Він судить між богами»
Археологічні знахідки підтверджують поклоніння іншим богам у часи до вигнання. В Ізраїлі були виявлені написи й артефакти, які вказують на поклоніння іншим божествам. Наприклад, у Кунтіллет-Аджруд в Юдеї були знайдені написи 8-7 століття до н. е., які, ймовірно, містять благословення, що звертаються до «Яхве і його супутниці Ашера».
Біблійні тексти визнають багатобожжя, але згодом рішуче засуджують його, що відображає пізніший розвиток єврейської релігії. Падіння Юдейського царства стало поворотним моментом, що призвів до переходу від політеїзму до монотеїзму. Цей перехід трактувався як покарання за поклоніння іншим богам (Второзаконня 28).

Ця нова інтерпретація власної історії спонукала до переосмислення біблійних текстів, щоб рішуче засудити поклоніння іншим богам. Історія Второзаконня і П'ятикнижжя, кульмінацією якого є Второзаконня, є продуктами цієї релігійної переорієнтації. Щоб підкреслити виняткове поклоніння Ягве, Второзаконня відносить наказ про єдинобожжя до легендарної ранньої епохи, пов'язаної з владою Мойсея:
«Слухай, Ізраїлю, Господь — Бог наш, Господь один»
Тексти на кшталт цитованого 82-го псалма доповнюються, щоб принизити інших богів:
«Я сказав: „Ви боги, і всі ви сини Всевишнього. А ви помрете, як люди, і впадете, як один із князів“».
Ці вірші вже натякають на перехід від монолатрії до монотеїзму. У той час як Втор. 6:4 спочатку зосереджувався на тому, щоб Ізраїль не поклонявся іншим богам, незалежно від богів інших народів, еволюція від монотеїзму до монотеїзму категорично заперечує існування інших богів. Лише кілька пізніх текстів в єврейській Біблії є монотеїстичними в цьому сенсі, наприклад, Ісая 45:4-7.

### Критика
Таку інтерпретацію розвитку від первісного політеїзму до монотеїзму Єдиного Бога і, зрештою, до монотеїзму поділяє більшість науковців, проте серед єврейських та християнських богословів лунають і критичні голоси. Хоча вони визнають, що в Ізраїлі поклонялися й іншим божествам, як це зображено в текстах, вони не бачать переходу від політеїзму до монотеїзму в період після вигнання, а скоріше припускають фазу монотеїзму вже за часів Мойсея. Замість критично реконструйованого погляду на історію, вони, таким чином, слідують за поглядом, який намагаються донести біблійні тексти. Вони розглядають заповідь поклонятися лише одному Богу як одкровення від Бога Мойсею, який вважається історичною особою. Поклоніння кільком богам у царський період розглядається в історичному творі Второзаконня як відступництво від цієї Мойсеєвої (божественної) заповіді, за що провідна верства південного Юдейського царства була покарана вавилонським вигнанням. Подібна доля спіткала північне Ізраїльське царство десятиліттями раніше, чиї релігійні традиції там продовжили самаряни.